# Tuttul
Tuttul eller tutull är ett av flera namn på tunnbrödssmörgåsar gjorda på mjukt tunnbröd från Siljansbygden i Dalarna som innehåller potatis och påminner om det mjuka tunnbrödet läfsa. Varje socken i Siljansbygden har sitt eget namn på dessa tunnbrödssmörgåsar, men ”tuttul” är det mest spridda, till följd av att Rättviks tunnbrödsbageri tillverkar ett färdigskuret tunnbröd avsett för dessa smörgåsar, som säljs under namnet tuttul. Detta har i sin tur lett till att tuttul också börjat användas som ett ord för själva tunnbrödet. I andra socknar är smörgåstypen känd som tullt, strut, bitå eller läfsa.
Förutom potatis kan brödet innehålla vetemjöl, rågmjöl, kornmjöl, rågsikt, sirap, matfett, salt och jäst. Brödet används främst för att göra tunnbrödsrullar med olika fyllningar, men är även populärt som korvbröd i Siljansbygden.